# Rust (llenguatge de programació)
Rust és un llenguatge de programació de sistemes multi-paradigma estàtic. Està dissenyat amb garanties de seguretat, això ho aconsegueix gràcies a un seguit de regles que el compilador comprova amb el borrow checker, gràcies a aquestes garanties es pot escriure codi segur i concurrent sense por.
Igual que C++, no fa servir recollida de memòria brossa.
Rust és software de codi obert amb doble llicència (Apache License 2.0 i MIT).
A més de ser segur, també és molt ràpid, comparable amb C i C++.
Rust ha estat el llenguatge de programació "més estimat" segons l'enquesta de Stack Overflow des del 2016.

## Història
Rust va ser concebut per Graydon Hoare amb el suport de l'empresa Mozilla l'any 2006.
L'any 2019 va ser el primer any de pèrdues econòmiques per a la Fundació Mozilla, comportant l'abandó de molts dels seus projectes i el 2020 gran quantitat de treballadors foren acomiadats, entre ells, molts desenvolupadors de Rust.
El febrer de 2021 va nàixer la Rust Foundation, una entitat sense ànim de lucre que porta per lema "el bon programari és creat per persones alegres i ben ajudades". Entre les empreses que donen suport econòmic a la Rust Fundation hi ha la mateixa Mozilla, Amazon Web Services, Google, Huawei o Microsoft.

## Característiques

### Seguretat en la gestió de memòria
Rust està dissenyat per ser segur quant a la gestió de memòria, no permet valors nuls, punters que apunten a memòria retornada al sistema, data races.
Aquesta seguretat l'aconsegueix analitzant el codi en temps de compilació, gràcies a les regles del borrow checker, les quals algunes estan demostrades formalment.
Té una sintaxi similar a C++, però la majoria d'elements són expressions, inclús els operadors de control de flux.
En comptes de classes té estructures, similar al struct de C, aquestes estructures poden implementar interfícies abstractes mitjançant els traits.
Les macros en rust treballen en AST directament, on en C++ el preprocessador actua sobre text.
Aquest petit programa pinta la tira "Hello, world!" a la sortida estàndard: 
```
fn
 
main
()
 
{

 
// El signe '!' afegit a un identificador indica crida a una macro

 
println!
(
"Hello, world!"
);

}

```

Operacions amb vectors (arrays) :
```
use
 
std
::
mem
;

// Aquesta és una funció sobre una subseqüència (ang: slice)

fn
 
analyze_slice
(
slice
:
 
&
[
i32
])
 
{

 
println!
(
"first element of the slice: {}"
,
 
slice
[
0
]);

 
println!
(
"the slice has {} elements"
,
 
slice
.
len
());

}

fn
 
main
()
 
{

 
// Vector de mida fixa; la signatura és supèrflua

 
let
 
xs
:
 
[
i32
;
 
5
]
 
=
 
[
1
,
 
2
,
 
3
,
 
4
,
 
5
];

 
// Tots els elements inicialitzats al mateix valor

 
let
 
ys
:
 
[
i32
;
 
500
]
 
=
 
[
0
;
 
500
];

 
// La indexació comença pel zero.

 
println!
(
"primer element de l'array: {}"
,
 
xs
[
0
]);

 
println!
(
"segon element de l'array: {}"
,
 
xs
[
1
]);

 
// `len` retorna la mida del vector

 
println!
(
"mida del array: {}"
,
 
xs
.
len
());

 
// Els vectors del tipus Array són allotjats a la pila

 
println!
(
"l'array ocupa {} bytes"
,
 
mem
::
size_of_val
(
&
xs
));

 
// Els vectors (Array) poden ser prestats com a subseqüència

 
println!
(
"borrow the whole array as a slice"
);

 
analyze_slice
(
&
xs
);

 
// Les subseqüències (Slices) apunten a una secció d'un vector

 
println!
(
"borrow a section of the array as a slice"
);

 
analyze_slice
(
&
ys
[
1
 
..
 
4
]);

 
// La indexació fora de marges dispara l'error 'pànic'

 
println!
(
"{}"
,
 
xs
[
5
]);

}

```

Exemple dels lifetimes en Rust:
```
// Declarem el lifetime 'a, qualsevol referencia continguda al struct 

// que utilitza aquest lifetime ha de viure fins que MyStruct es destrueix.

struct
 
MyStruct
<'
a
>
 
{

 
pub
 
valor
:
 
&
'
a
 
str
,

}

fn
 
main
()
 
{

 
// Aquí 'a' té un lifetime 'static, aquest significa que viurà fins al final del programa.

 
let
 
a
 
=
 
"hello world"
;

 
// Vàlid

 
let
 
b
 
=
 
MyStruct
 
{

 
valor
:
 
a

 
};

 
let
 
c
;

 
{

 
let
 
d
 
=
 
String
::
from
(
"hello world"
);

 
c
 
=
 
&
d
;

 
}

 
// Error al compilar: El valor que c referencia 

 
// ja s'ha destruït perquè ha sortit de la scope.

 
let
 
d
 
=
 
MyStruct
 
{

 
valor
:
 
c

 
};

}

/*

Al compilar:

error[E0597]: `d` does not live long enough

 --> src/main.rs:19:13

 |

19 | c = &d;

 | ^^ borrowed value does not live long enough

20 | }

 | - `d` dropped here while still borrowed

...

23 | valor: c

 | - borrow later used here

error: aborting due to previous error; 2 warnings emitted

For more information about this error, try `rustc --explain E0597`.

error: could not compile `playground`

* /

```